# Vauriàs
Vauriàs (nom occità) (en francès Valréas) és un municipi francès situat al departament de la Valclusa i a la regió de Provença – Alps – Costa Blava. L'any 1999 tenia 9.425 habitants.
Vauriàs és al centre d'un enclavament del departament de Valclusa en el departament de Droma, anomenat "Enclavament de Vauriàs" o "Enclavament dels Papes" (perquè va ésser també una possessió dels papes).

## Demografia
| Evolució de la població Cassini |       |       |       |       |       |       |       |       |
| 1793                            | 1800  | 1806  | 1821  | 1831  | 1836  | 1841  | 1846  | 1851  |
| 3 640                           | 3 327 | 3 615 | 3 635 | 4 348 | 4 277 | 4 569 | 4 690 | 4 713 |

| 1856  | 1861  | 1866  | 1872  | 1876  | 1881  | 1886  | 1891  | 1896  |
| ----- | ----- | ----- | ----- | ----- | ----- | ----- | ----- | ----- |
| 4 864 | 4 901 | 4 722 | 4 675 | 4 705 | 4 808 | 4 891 | 5 032 | 5 429 |

| 1901  | 1906  | 1911  | 1921  | 1926  | 1931  | 1936  | 1946  | 1954  |
| ----- | ----- | ----- | ----- | ----- | ----- | ----- | ----- | ----- |
| 5 408 | 5 535 | 5 416 | 4 808 | 4 737 | 4 837 | 4 765 | 5 169 | 5 629 |

| 1962  | 1968  | 1975  | 1982  | 1990  | 1999  | 2006 | 2011 | 2016 |
| ----- | ----- | ----- | ----- | ----- | ----- | ---- | ---- | ---- |
| 6 559 | 7 886 | 8 458 | 8 721 | 9 069 | 9 425 | -    | -    | -    |

| 2019 | - | - | - | - | - | - | - | - |
| ---- | - | - | - | - | - | - | - | - |
| -    | - | - | - | - | - | - | - | - |

## Administració
| Període   | Identitat       | Partit        |
| --------- | --------------- | ------------- |
| 1974-1989 | Jean Duffard    | PS            |
| 1989-2005 | Thierry Mariani | UMP           |
| 2005-2008 | Nadège Savajols | UMP           |
| 2008-     | Guy Morin       | Divers droite |

## Agermanaments
- Montignoso
- Saint-Paul (Québec)
- Sachsenheim